# O Incio
O Incio è un comune spagnolo di 2 427 abitanti situato nella comunità autonoma della Galizia.